# Чужой против Хищника
«Чужо́й про́тив Хи́щника» (англ. AVP: Alien vs. Predator) — американский научно-фантастический боевик ужасов режиссёра Пола У. С. Андерсона, выступившего также в качестве одного из авторов сценария фильма. Главные роли в картине исполнили Санаа Лэтэн, Лэнс Хенриксен, Рауль Бова. Фильм является кроссовером франшиз «Чужой» и «Хищник».
В центре сюжета фильма находится противостояние чужих и хищников в древнем городе на глубине 700 м подо льдом в Антарктиде, где также оказывается человеческая экспедиция, состоящая из учёных и военных.
Премьера фильма состоялась 12 августа 2004 года в Пуэрто-Рико и Таиланде. На следующий день, 13 августа, фильм вышел на экраны США. Премьера в России состоялась 21 октября 2004 года. В 2005 году фильм был номинирован на премию «Золотая малина» в категории «Худший ремейк/сиквел». На производство картины было затрачено 60 000 000 долларов, а общемировые сборы составили более 172 000 000 долларов. В конце 2007 года на экраны вышел сиквел «Чужие против Хищника: Реквием».
Единственный фильм во франшизах «Хищник» и «Чужой» с подростковым возрастным ограничением PG-13 (нежелателен для детей младше 13 лет), в то время как все предыдущие и последующие фильмы франшиз на сегодняшний день имеют рейтинг R (подростки младше 17 лет допускаются на сеанс фильма вместе с родителями или официальным опекуном). Российский возрастной рейтинг тоже является подростковым — 12+, в то время как остальные фильмы имеют рейтинги 16+ и 18+. Это тоже подверглось критике, что было исправлено в фильме сиквеле. Однако, даже в рамках PG-13 фильм является жестоким фильмом по сравнению с другими фильмами с этим возрастным ограничением.

## Сюжет
Корабль Хищников прибывает на Землю и использует сверхмощную энергетическую установку, чтобы пробурить дыру в антарктическом льду. Тем временем спутник обнаруживает тепловое излучение под островом Буве, расположенным примерно в 1000 миль (1600 км) от побережья Антарктиды. Богатый промышленник Чарльз Вейланд с помощью тепловизора обнаруживает, что подо льдом на глубине 2000 футов (610 м) находится пирамида. Он собирает команду экспертов для расследования, в которую входят археологи, лингвисты, наемники и гид-альпинист по имени Алекса Вудс. Смертельно больной Вейланд хочет приписать это открытие себе.
Когда команда людей прибывает на заброшенную китобойную станцию, они обнаруживают совсем свежий пробуренный во льду туннель, идущий от поверхности прямо к пирамиде. Опасаясь конкуренции от другой экспедиционной группы, команда Вейланда начинает срочно спускаться по туннелю и исследует пирамиду, обнаруживая в ней свидетельства существования самой древней цивилизации. Вскоре экспедиция находит нечто похожее на зал для жертвоприношений, заполненный человеческими останками с разорванной у них грудью.
Тем временем три Хищника Шрам, Кельт и Чоппер прибывают на станцию и убивают весь оставшийся на поверхности технический персонал команды. Охотники спускаются к пирамиде и прибывают как раз в тот момент, когда люди неосознанно активируют автоматические устройства пирамиды, перестраивающих помещения внутри пирамиды каждый цикл в 10 минут, и оказывается в ловушке. Автоматические устройства пирамиды выводят из криогенного анабиоза Королеву ксеноморфов, которая начинает откладывать яйца. Несколько яиц поступают в зал жертвоприношений, где вылупившиеся Лицехваты набрасываются на людей, оказавшихся в ловушке в зале жертвоприношения. Вскоре из людей появляются Грудоломы, которые очень быстро вырастают до размера взрослых Ксеноморфов. Оставшиеся члены команды людей находят в саркофаге и завладевают наплечными бластерами Хищников, после чего между Хищниками, Ксеноморфами и людьми начинается жестокая битва. Кельта и Чоппера убивает Ксеноморф, а Вейланд выигрывает главному герою - проводнику и альпинисту Алексе и археологу Себастьяну де Розе достаточно времени, чтобы сбежать от Шрама, отдав при этом свою жизнь. Пара видит, как Шрам убивает Лицехвата и Ксеноморфа, после чего снимает маску и делает себе отметку кислотной кровью Лицехвата. После того, как Алекса и Себастьян уходят, другой Лицехват нападает на Шрама.
После перевода Себастьяном древних символов внутри пирамиды они с Алексой узнают, что раса Хищников посещала Землю на протяжении тысячелетий. Они научили древнюю человеческую цивилизацию строить пирамиды, и им поклонялись как богам. Раз в столетие они посещают Землю, чтобы принять участие в ритуале посвящения, в ходе которого несколько человек приносятся в жертву, становясь носителями Ксеноморфов и создавая «идеальную добычу» для охоты Хищников. В случае поражения, Хищники активировали систему самоуничтожения, уничтожая всю цивилизацию и не допуская дальнейшее распространение Ксеноморфов. Герои приходят к выводу, что Хищники заманили их в пирамиду, чтобы использовать в качестве жертвоприношения и начать охоту.
Алекса и Себастьян решают, что Хищникам нужно дать возможность победить, чтобы Ксеноморфы не выбрались на поверхность. Себастьян попадает в плен к Ксеноморфу, а Алекса возвращает бластер Шраму. На них нападает Ксеноморф, и Алексе удается убить его. Впечатленный Шрам использует части тела мертвого Ксеноморфа, чтобы изготовить для нее оружие, и они заключают союз. Алекса находит Себастьяна, который стал носителем Ксеноморфа. Она милосердно убивает его, но Королева освобождается от пут и вместе с другими Ксеноморфами начинает преследовать Алексу и Шрама. Шрам отсоединяет и использует бомбу в своем наручном модуле, чтобы уничтожить пирамиду, оставшихся Ксеноморфов и их яйца. Алекса и Шрам достигают поверхности, и Шрам использует кислотную кровь Ксеноморфа, чтобы пометить Алексу символом охотника на Ксеноморфов. Однако Королева появляется вновь и атакует. Шрам смертельно ранен, но они побеждают Королеву, привязав ее цепями к резервуару с водой и столкнув с обрыва, так что она опускается на дно океана под весом резервуара.
Появляется корабль Хищников, и его экипаж забирает своего погибшего товарища. Старейшина Хищников замечает шрам охотника на лице Алексы и вручает ей копье в качестве подарка, после чего корабль улетает. Алекса садится на снегокат и покидает это место. На корабле Хищников тело Шрама внезапно начинает дергаться, и из его груди вырывается Грудолом-Чужехищник.

## В ролях
| Актёр                                        | Роль                                     |
| -------------------------------------------- | ---------------------------------------- |
| Сэна Латан                                   | гид экспедиции Алекса Вудс               |
| Лэнс Хенриксен                               | миллиардер Чарльз Бишоп Вейланд          |
| Рауль Бова                                   | археолог Себастьян де Роза               |
| Колин Сэлмон                                 | ассистент Вейланда Максвелл Стаффорд     |
| Томми Фланагэн                               | наёмник Марк Верхайден                   |
| Иэн Уайт                                     | Хищники Шрам, Кельт, Чоппер и Старейшина |
| Том Вудрафф-младший                          | Чужой Сетчатый                           |
| Юэн Бремнер                                  | учёный Граем Миллер                      |
| Джозеф Рай (нем. Joseph Rye)                 | учёный Джо Коннорс                       |
| Агата де Ла Булей (фр. Agathe de La Boulaye) | наёмник Адель Руссо                      |
| Карстен Норгаард                             | наёмник Растин Куинн                     |
| Лиз Мэй Брайс                                | руководитель команды Селена              |
| Сэм Тротон                                   | учёный Томас Паркс                       |
| Пётр Якл                                     | наёмник Стоун                            |
| Павел Бездек (англ. Pavel Bezdek)            | Басс                                     |
| Киран Бью                                    | Клаус                                    |
| Карстер Воигт                                | Миккел                                   |
| Ян Павел Филипенский                         | Борис                                    |
| Адриан Бучет                                 | Свен                                     |
| Энди Лукас                                   | Хуан Рамирес                             |

## Награды и номинации
Фильм «Чужой против Хищника» имеет 1 награду и ещё 2 номинации, оставшиеся без победы. Ниже перечислены основные награды и номинации. Полный список см. на IMDb.com.
- Премия «Золотая малина», номинация
  - 2005 — Худший ремейк/сиквел
- Премия «Fangoria Chainsaw Awards», номинация
  - 2005 — Худший фильм
- Премия «BMI Film & TV Awards», награда
  - 2005 — BMI Film Music Award (Гаральд Клозер)